# یواس‌اس زاوراک (ای‌کی-۱۱۷)
یواس‌اس زاوراک (ای‌کی-۱۱۷) (به انگلیسی: USS Zaurak (AK-117)) یک کشتی بود که طول آن ۴۴۱ فوت ۶ اینچ (۱۳۴٫۵۷ متر) بود. این کشتی در سال ۱۹۴۳ ساخته شد.